# Barangay
Barangay je najmanja administrativna podjela na Filipinima, u filipinskom jeziku označava pojam za selo, općinu ili odjel. U kolokvijalnom korištenju, pojam se često odnosi na unutarnje gradske četvrti, predgrađe ili prigradsko područje. Riječ Barangay potječe iz balangay što označava nekakav brod koji je koristit od strane grupe Austronezijskih naroda koji su plovili na filipinskom arhipelagu. Općine i gradovi se sastoji od barangaysa, a mogu se podijeliti na manja mjesta koja se nazivaju purok (zonu), i sitio, što je teritorijalna enklava unutar barangaya, posebno u ruralnim područjima. U pisanom obliku, Barangay se ponekad piše skraćeno na "Brgy." ili "Bgy." Na dan 28. lipanja 2011. postoji ukupno 42.026 barangaysa diljem Filipina.

## Vanjske poveznice
- Katarungang Pambarangay Handbook